# Operation Towse A Garbe II
Die Operation Towse A Garbe II (deutsch: „Hoffnungsvolles Tal“) war ein gemeinsames, militärisches Unternehmen afghanischer, amerikanischer und deutscher Truppen im Nordwesten der afghanischen Provinz Kundus zur Zurückdrängung aufständischer Taliban. Zwischen dem 27. Dezember 2010 und dem 4. Januar 2011 führte ein Einsatzverband aus ISAF-Truppen, amerikanischen Spezialkräften und afghanischen Armee- und Polizeieinheiten eine Offensivoperation im als „Zweistromland“ bekannten Gebiet zwischen den Flüssen Kundus und Chanabad in der Nähe der Ortschaften Isa Khan, Larkabi und Gor Tepa durch. Diese Region galt zwischen Anfang 2009 und Ende 2010 als Rückzugsgebiet der Taliban in Kundus. Besonders das Gebiet um die Ortschaft Gor Tepa sowie die Hauptverbindungsstraße nach Chanabad („LOC Banana“) galten als festungsartig ausgebautes Kernland der Aufständischen.

## Ausgangslage
Das sogenannte Zweistromland diente den Taliban in der Provinz Kundus jahrelang als sichere Basis für die Ausbildung und Rekrutierung von Kämpfern, logistische Drehscheibe, Rückzugsraum und Ausgangsgebiet für Operationen in Kundus.
Der einzige leistungsfähige Landzugang über die Verbindungsstraße nach Gor Tepa („LOC Banana“) wurde daher von den Taliban ab Anfang 2009 mit einer Vielzahl von verlegten Sprengfallen und vorbereiteten Stellungen für Hinterhalte abgeriegelt. Daher war es weder den Einheiten der afghanischen Armee und Polizei, noch den ISAF-Truppen möglich, sich in diesem Gebiet frei zu bewegen.
Im November 2009 unternahmen amerikanische Spezialkräfte und afghanische Kommandoeinheiten im Rahmen der Operation „Wadi e Cauca“ einen mehrtägigen Angriff, unter massivem Einsatz der Luftwaffe, entlang dieser Verbindungsstraße nach Nordwesten. Dabei wurden mehr als einhundert Aufständische getötet oder gefangen genommen, darunter mehrere Taliban-Führer. Als Resultat dieser Operation konnte in der Ortschaft Talawka ein Außenposten errichtet und durch ISAF-freundliche, afghanische Milizen besetzt werden.
Nachdem amerikanische und afghanische Einheiten Anfang Dezember 2010 erneut versucht hatten, von Osten in das Zweistromland Richtung Gor Tepa vorzustoßen, musste die Operation („Towse A Garbe I“) aufgrund der großen Anzahl von Sprengfallen (IED) auf der Hauptstraße zwischen Kundus und Chanabad ergebnislos abgebrochen werden.

## Ziel der Operation
Im gleichen Monat sollte ein erneuter Versuch unternommen werden, in das Zweistromland vorzustoßen und das Gebiet der Aufständischen zu besetzen.
Dazu wurde vorab ein Einsatzverband, bestehend aus zwei Kompanien (A und C) des 1st Battalion/87th Infantry Regiment (US), der 40th Engineer Company (US), der verstärkten 3. Kompanie/Task Force Kunduz (GER), der Task Force MERRILL (U.S. Ranger), des 2. Battalion/209. ANA Corps (AFG) und der afghanischen Polizei, unterstützt durch afghanische Milizen, gebildet.
Die deutschen Fallschirmjäger der Task Force Kunduz sollten nachts vorab mit amerikanischen Hubschraubern nahe der Ortschaft Baingi Seyab angelandet werden und einen Brückenkopf über einen Nebenfluss bilden, um so feindliche Verstärkungen aus Richtung Larkabi abzuriegeln. Dies war notwendig, um den einzigen Zugang mit Fahrzeugen in Richtung Westen zu sichern. Danach sollte die amerikanische A Kompanie mit Hubschraubern nach Talawka verlegen und nach dem Passieren von Baingi Seyab die Ortschaft Qala Cha angreifen. Die Spezialkräfte der U.S. Ranger sollten per Hubschrauber eine Zugriffsoperation in der Ortschaft Cem Tepa durchführen, um Führungseinrichtungen des Gegners zu zerstören. Zeitgleich räumten die Hauptkräfte der 1-87 Infantry und der Pioniere unterstützt durch afghanische Armee, Polizei und Milizen die „LOC Banana“ von Sprengfallen.

## Verlauf der Operation
- 23. Dezember 2010:

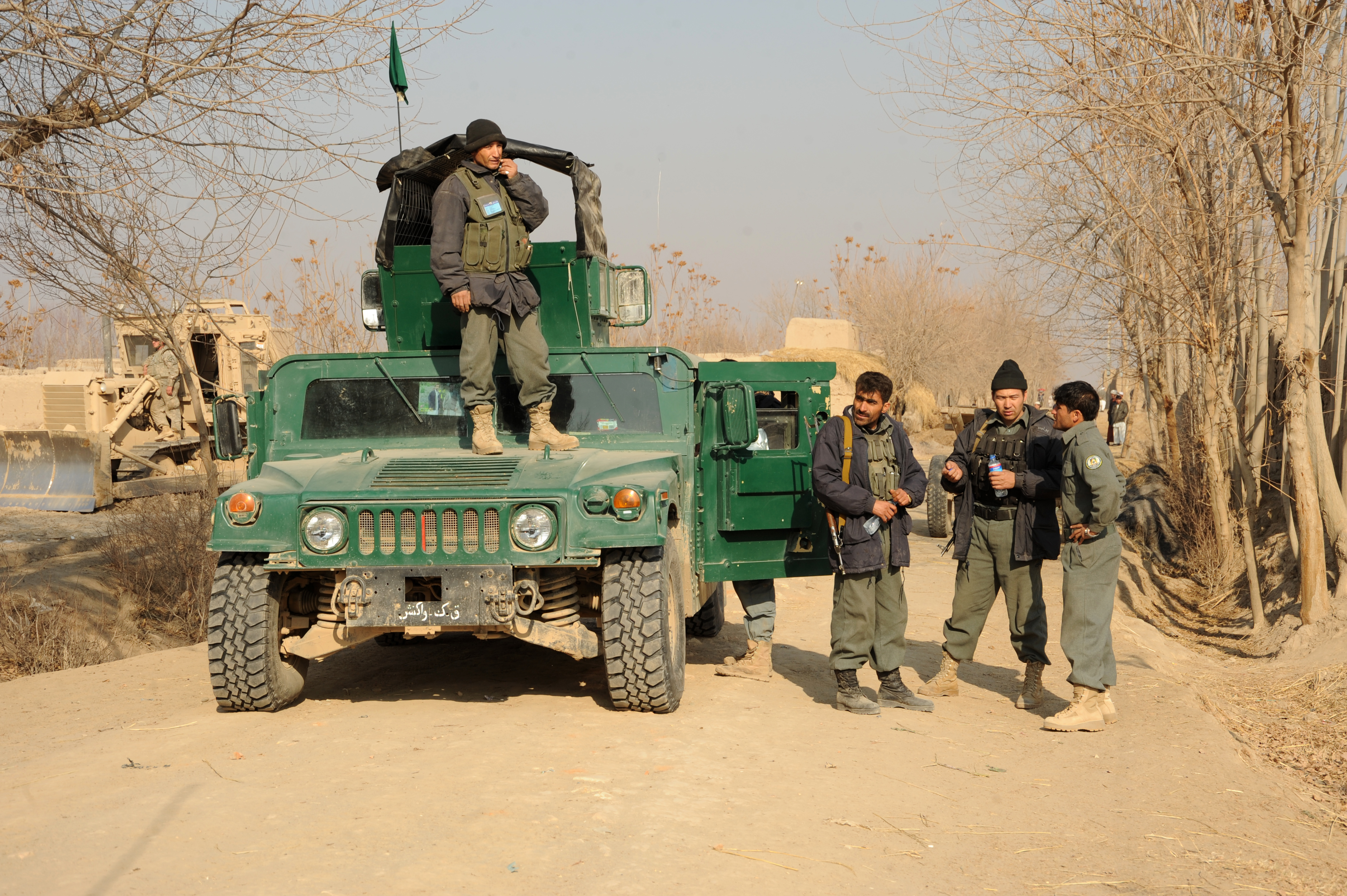
Afghanische Polizei sichert eine Straße während der Operation.

Zur Vorbereitung der Operation „Towse A Garbe II“ erkundete ein deutscher Aufklärungstrupp mehrere Anfahrtswege und Gewässerfurten in Richtung der Angriffsziele. Dieser Trupp wurde am 23. Dezember 2010 von Einheiten der Taliban aufgeklärt und angegriffen. In dem anschließenden Feuergefecht kam es zum Einsatz von Luftnahunterstützung.
- 27. und 28. Dezember 2010:

Die vorab eingesetzte Aufklärung des Einsatzverbandes konnte den Verlauf der gegnerischen Sicherung identifizieren, sodass eine Kompanie deutscher Fallschirmjäger in der Nacht zum 28. Dezember 2010 mit Chinook-Hubschraubern hinter den feindlichen Linien abgesetzt wurde und zur Ortschaft Baingi Seyab marschierte. Nachdem die Brücke erreicht war, begannen Trupps der Taliban am Mittag des 28. Dezember 2010 mit einem Angriff auf Baingi Seyab, um die von den Deutschen besetzte Brücke zurückzuerobern. Dabei wurden Handfeuerwaffen, Panzerfäuste und Maschinengewehre gegen die ISAF-Einheit eingesetzt. Ein zweiter Angriff der Taliban am Nachmittag blieb jedoch ebenso erfolglos.
- 29. Dezember 2010:

Die A-Kompanie der 1-87 Inf erreichte mit verbündeten afghanischen Einheiten, die zuvor aus dem Milizenaußenposten Talawka nach Westen marschiert sind, die Brücke. Gegen Mittag griffen die Taliban sowohl die Einheiten an der Brücke, als auch die in den umliegenden Gehöften einquartierten ISAF-Soldaten an. Der Angriff konnte abgewehrt werden.
- 30. Dezember 2010:

Zeitgleich rückten im Süden des Zweistromlandes die Hauptkräfte der 1-87 Inf auf der LOC Banana bis Larkabi vor und räumten mehrere IEDs.
In der Nacht des 30. Dezember 2010 führten amerikanische und afghanische Spezialkräfte der Task Force 3-10 eine Zugriffsoperation in Gor Tepa durch und töteten den Taliban-Schattengouverneur der Provinz Kundus, Maulawi Bahadar sowie dessen Leibwächter und nahmen mehrere Taliban gefangen.
- 31. Dezember 2010 – 4. Januar 2011:

In den Folgetagen der Operation gelang es dem Einsatzverband auf der LOC Banana bis nach Larkabi vorzustoßen und auf der Straße und in der Ortschaft mehrere Außenposten zu errichten. Auch die Ortschaft Gor Tepa wurde durch afghanische Milizen („Afghan Local Police“) besetzt.
In der Nacht zum 4. Januar durchsuchten afghanische Truppen und vermutlich amerikanische Einheiten einen Gebäudekomplex in Shinwari. Dabei wurde eine große Einrichtung zum Bau von Sprengfallen entdeckt. Der Gebäudekomplex wurde im Zuge der nächtlichen Operation durch den Einsatz von Luftnahunterstützung zerstört.

## Ergebnis der Operation
Die Operation gilt als nachhaltiger Erfolg, weil es aus Sicht der multinationalen Einsatzkräfte gelungen war, die Kontrolle über das Taliban-Gebiet im Zweistromland erstmals wieder zu erlangen und die besetzten Gebiete durch die Implementierung eines dichten Netzes an Außenposten zu halten. Zudem konnte mit dem Tod des stellvertretenden Taliban-Schattengouverneurs eine Führungsperson des gegnerischen Netzwerkes ausgeschaltet werden. Nach dem Ende der Kampfhandlungen begann die ISAF unmittelbar mit humanitären und wirtschaftlichen Unterstützungsleistungen für die Zivilbevölkerung, um die operationsbedingten Zerstörungen zu beseitigen und schnelle, sichtbare Entwicklungshilfe zu leisten.